# Aplopsis evexa
Aplopsis evexa är en skalbaggsart som beskrevs av Britton 1957. Aplopsis evexa ingår i släktet Aplopsis och familjen Melolonthidae. Inga underarter finns listade i Catalogue of Life.